# هوارد بيرغ
هوارد بيرغ (بالإنجليزية: Howard Berg)‏ (1934 – 2021) هو فيزيائي، وأحيائي، وأستاذ جامعي من الولايات المتحدة الأمريكية . وهو عضواً في الأكاديمية الوطنية للعلوم، والأكاديمية الأمريكية للفنون والعلوم .

## التعليم
تعلم في معهد كاليفورنيا للتقنية، وجامعة هارفارد

## مناصب وهيئات
أدار جامعة هارفارد.